# Batuša (Malo Crniće)
Batuša (Servisch: Батуша) is een plaats in de Servische gemeente Malo Crniće. De plaats telt 606 inwoners (2002).